# 13a edició dels Premis Mestre Mateo
La 13a edició dels premis Mestre Mateo fou celebrada l'11 d'abril de 2015 per guardonar les produccions audiovisuals de Galícia del 2014. Durant la cerimònia, l'Academia Galega do Audiovisual va presentar els Premis Mestre Mateo en 25 categories amb 111 obres nominades. La gala es va celebrar al PALEXCO de La Corunya i va ser presentada per segon any consecutiu per Roberto Vilar.
El llargmetratge Os fenómenos, dirigida per Alfonso Zarauza, es va fer amb els guardons més importants, entre ells el de millor film, millor director i millor guió, així com això de millor actriu secundària per Ledicia Sola. D'altra banda, la pel·lícula A esmorga, basada en el llibre homònim d'Eduardo Blanco Amor i que era candidata a 16 premis, va obtenir finalment el de fotografia, música original, disseny de vestuari, maquillatge i pentinat. A més va portar el premi al millor actor per a Antonio Durán "Morris", que també va guanyar el de millor actor secundari, pel seu paper en la minisèrie Códice. Schimbare, va aconseguir els guardons de millor direcció de producció i millor so. Mabel Rivera va rebre el premi a la millor actriu protagonista per Pazo de familia. El guardó a la millor sèrie de televisió va ser per a Serramoura.

## Premis

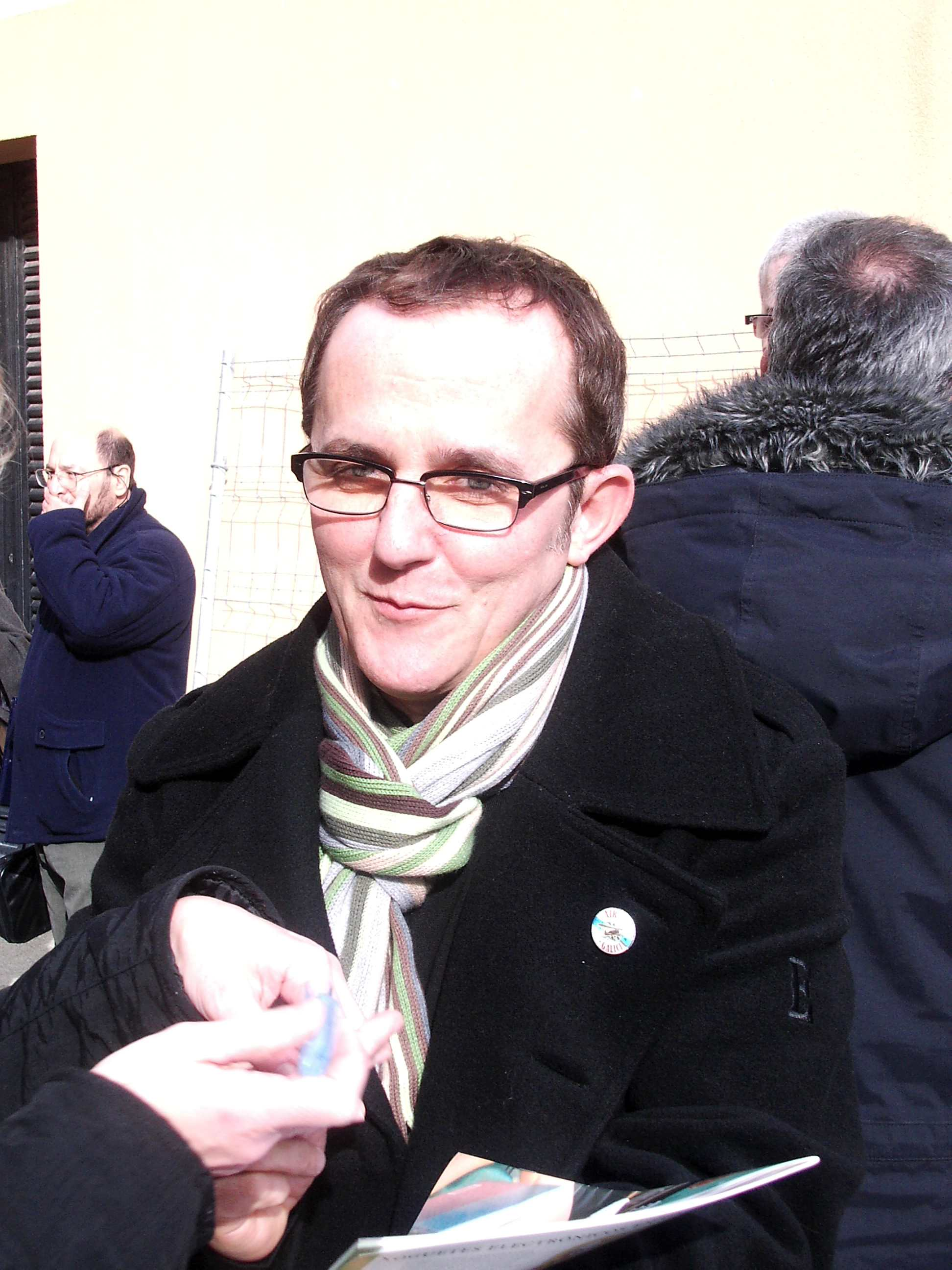
Antonio Durán "Morris", Millor actor i actor secundari.

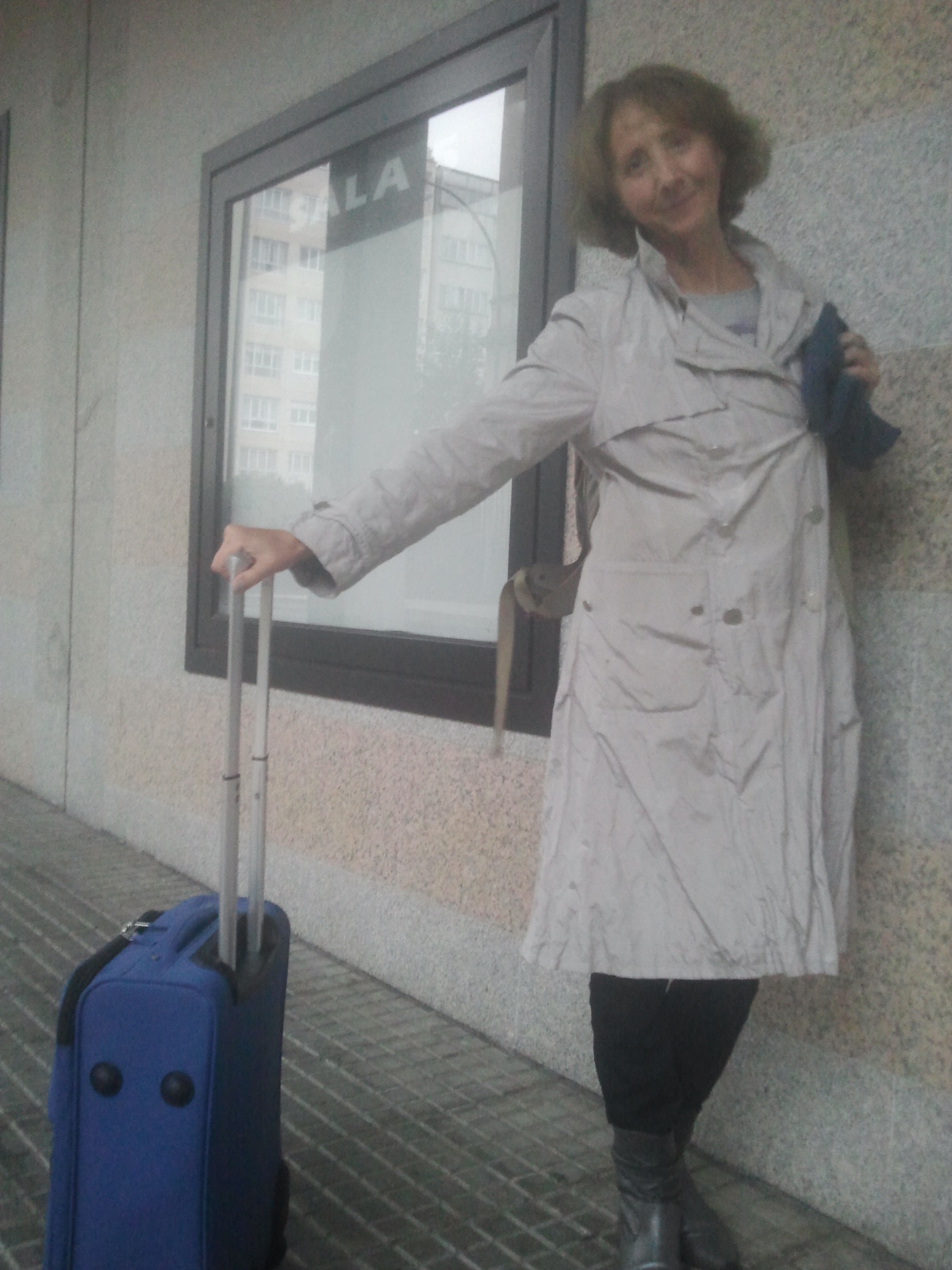
Mabel Rivera, millor actriu.

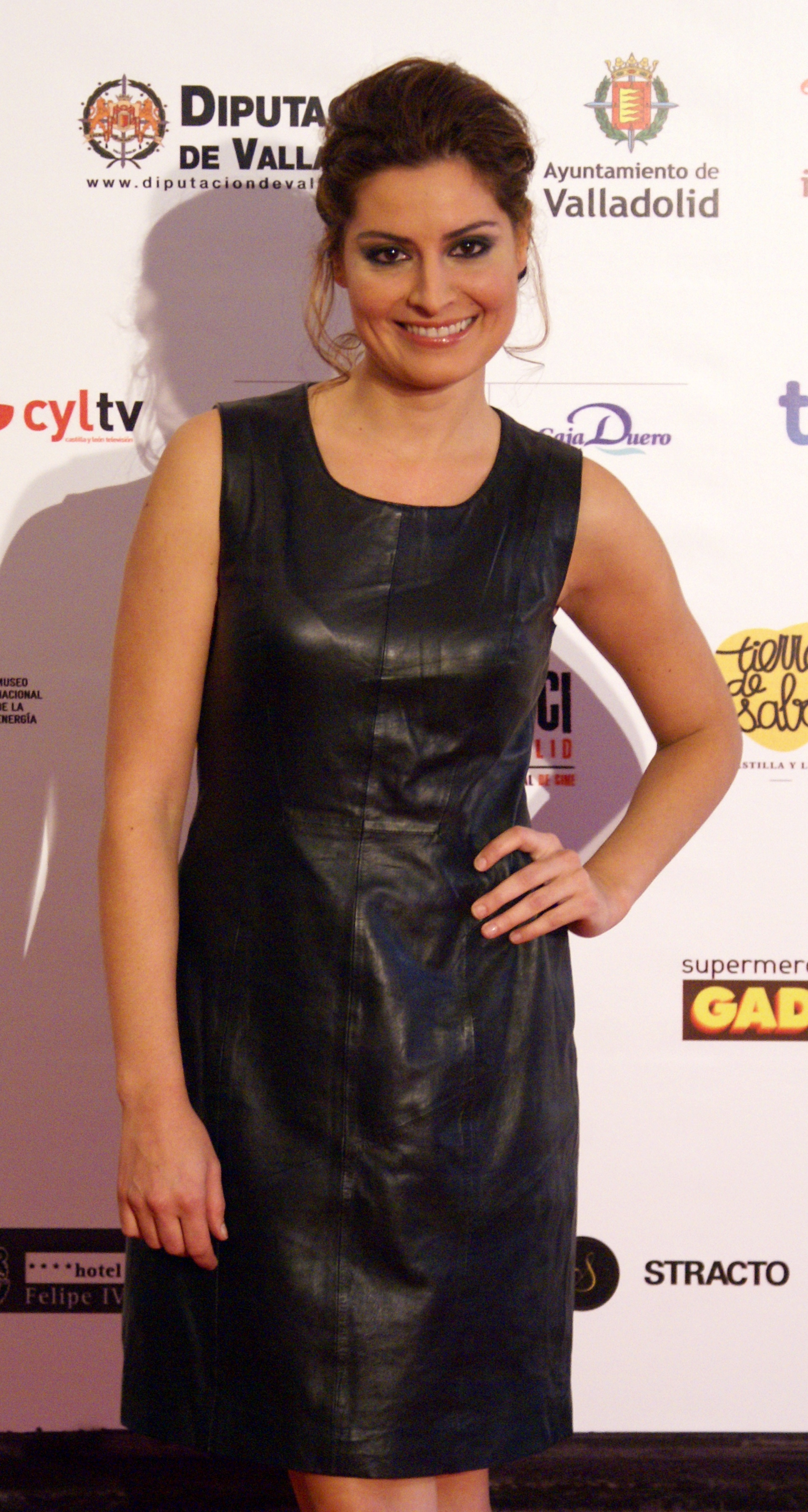
Ledicia Sola, Millor actriu secundària.

Els guanyadors són els que apareixen en primer lloc i destacats en negreta.
| Millor pel·lícula | Millor director |
| --- | --- |
| - Os fenómenos – ZircoZine, Maruxiña Film Company e TVG - A esmorga – Vía Láctea pel·lículas, Editorial Galaxia i TVG - El Niño – Vaca Films, Ikiru Films, la Fermé i Telecinco Cinema - Schimbare – Ficción Producciones i TVG | - Alfonso Zarauza – Os fenómenos - Álex Sampayo – Schimbare - Ignacio Vilar – A esmorga - Miguel Conde e Jorge Saavedra – Serramoura |
| Millor actor | Millor actriu |
| - Antonio Durán "Morris" – A esmorga com Milhomes - Miguel de Lira – A esmorga com Cibrán - Luís Tosar – El Niño com Jesús - Karra Elejalde – A esmorga com Alfonso                                                             | - Mabel Rivera – Pazo de familia com Leonor Veiga - Candela Peña – Schimbare - Lucía Regueiro – Serramoura com Marga Neira - Nerea Barros – O ouro do tempo                                                                                              |
| Millor actor secundari | Millor actriu secundària |
| - Antonio Durán "Morris" – Códice com Xosé María - Antonio Mourelos – Serramoura com Evaristo Fiúza - Monti Castiñeiras – Serramoura com Mario Piñeiro - Xosé Antonio Touriñán – Os fenómenos                                   | - Ledicia Sola – Os fenómenos com Nina - Marta Larralde – O ouro do tempo - Mela Casal – A esmorga com Nonó - Sabela Arán –A esmorga com Socorrito |
| Millor guió | Millor realitzador |
| - Os fenómenos – Alfonso Zarauza i Jaione Camborda - Serramoura – Alberto Guntín, Víctor Sierra i Xosé Morais - A esmorga – Ignacio Vilar i Carlos Asorey - O ouro do tempo – Xavier Bermúdez                                   | - Cos pés na terra – Diego Guerrero i Marcos Estebo - A casa da conexa – Emilio Vila - Que casas! – Gael Herrera Batallán - Ribeiras – Óscar Galansky López                                                                                              |
| Millor videoclip | Millor documental |
| - Garden's Road (Escuchando Elefantes) – Miss Movies - Robin (Escuchando Elefantes) – Carlos M. Tajes e Silvia Rábade - Si muero esta noche (Fernando Tato) – Soledad Rebollo - Si vas al olvido (Luz Casal) – Control Z        | - Angrois no esquecemento – Colectivo Audiovisual Lentes Diverxentes - A viaxe de Leslie – Portocabo - A volta dos nove – Margarita Teijeiro Suárez e Antonio Caeiro - Funes, o inventor da lúa – Control Z                                              |
| Millor sèrie de televisió | Millor programa de televisió |
| - Serramoura – Voz Audiovisual para TVG - Casa Manola – Filmanova para TVG - Era visto! – Producidos Zopilote para TVG - Pazo de familia – Central de Telecontenidos para TVG                                                   | - Zigzag diario – TVG - Galegos no Mundo – Portocabo i TVG - A casa da conexa – Ficción Producciones i TVG - Luar – TVG |
| Millor direcció de producció | Millor direcció artística |
| - Toni Veiga – Schimbare - Ángel Seoane –Era visto! - Eva Rivas – A esmorga - Xabier Eirís – Casa Manola | - Ángel Amaro – A esmorga - Curru Garabal – Os fenómenos - David Rubín – Noite ¿de Paz? Holy night! - Jaione Camborda – O ouro do tempo |
| Millor comunicador de televisió | Millor muntatge |
| - Marga Pazos – Telexornal Mediodía - Fernanda Tabarés – Vía V - Marta Doviro – O máis galego - Xosé Antonio Touriñán – A casa da conexa                                                                                        | - A viaxe de Leslie – Marcos Nine - Schimbare – Álex Sampayo - A esmorga – José Manuel G. Moyano - Os fenómenos – Juan Carlos Arroyo |
| Millor música original | Millor son |
| - A esmorga – Zeltia Montes - Serramoura – Manu Conde - Códice – Manuel Riveiro - Os fenómenos – Piti Sanz i Anxo Graña | - Schimbare – David Machado - Serramoura – Alfonso Couceiro i Víctor Seixo - Era visto! – Juan Gay, Santi Jul i Iván Laxe - A esmorga – Xavier Souto |
| Millor fotografia | Millor maquillatge i pentinado |
| - A esmorga – Diego Romero Suárez Llanos - Os fenómenos – Alberte Branco - Schimbare – Juan Hernández - Serramoura – Xosé Manuel Neira                                                                                          | - A esmorga – Susana Veira - Os fenómenos – Fany Bello i Raquel Fidalgo - Schimbare – Raquel F. Fidalgo - El Niño – Raquel F. Fidalgo i Noé Montes |
| Millor sèrie web | Millor producció de publicitat |
| - El método sueco – Porco Bravú - Clases de lo social, la webserie – Volvemos a Primera, Pablo Cacheda i Claqueta Coqueta - Fame webserie – Audiobeesual - Te quiero, pero – Pronettia                                          | - Alarma, ya es Navidad – Algarabía Animación - Atlantic Touch – Congo Producciones - Soñemos como galegos! – Congo Producciones - Todo vuelve a empezar – Pixel Film                                                                                    |
| Millor curtmetratge | Millor pel·lícula d'animació |
| - Unary – Elena Olivares e Nacho Caballero con Pixel Films - Ser e voltar – Xacio Rodríguez Baño - Tupper – Gromland Producciones - Véndese, baixo prezo. Pouco uso – Psico Pictures e Kaorecords                               | - Maimiño – Ficción Producciones, TVG, TVE e Estudios de Animación - A tropa de trapo na selva do arco da vella – Abano Producións, Continental Producciones, Anera Films, la Tropa de Trapo e Raiz Produçoes - Noite ¿de Paz? Holy night! – Dygra Films |
| Millor disseny de vestuari | |
| - A esmorga – Mar Fraga - Códice – Eva Camino - Os fenómenos – Alicia i Lola Dapena - Pazo de familia – María Fandiño i Leticia Melendro                                                                                        | |

## Premis especials

### Premi de Honra Fernando Rey
- Fely Manzano